# Prosoeca ignita
Prosoeca ignita är en tvåvingeart som beskrevs av Mario Bezzi 1924. Prosoeca ignita ingår i släktet Prosoeca och familjen Nemestrinidae. Inga underarter finns listade i Catalogue of Life.